# Чорнобай Михайло Іванович
Михайло Іванович Чорнобай (нар. 2 квітня 1974 року, Чернігівська область) — підполковник Генштабу, інструктор одногоякого? з добровольчих батальйонів. Один з організаторів пікету «Всеукраїнського батальйонного братства» 3 лютого 2015 року під Адміністрацією Президента України. Затриманий після спецоперації СБУ 4 лютого 2015 року. Звинувачений у підривній та шпигунській діяльності.

## Звинувачення
Як повідомив на брифінгу Валентин Наливайченко, Михайла Чорнобая звинувачували в
1. підбурювання, надавав бійцям неправдиву інформацію про завищені втрати сил АТО на Донбасі, чим підбурював їх до протестних акцій
2. шпигунство, передавав координати добровольчих батальйонів російським спецслужбам (чи терористам) для завдання артилерійських ударів
3. створив у столиці зрадницьку мережу
4. зі спільниками також запланував у четвер, 5 лютого, збройні провокації біля Верховної Ради.

Затримано також громадянина на прізвище Мелешко, 1977 р.н. За твердженням СБУ, він — представник ДНР, який організовував підривну та шпигунську діяльність на нашій території, спільник Чорнобая.

Українські спецслужби продовжують знешкоджувати терористів та ворожих диверсантів.
Контррозвідка СБУ зірвала організацію збройної диверсії сьогодні у Києві під Верховною Радою.
Один з диверсантів — громадянин України на прізвище Чорнобай, підполковник Генерального штабу ЗС України, який створив у столиці зрадницьку мережу. Затриманий передавав точні координати українських добровольчих батальйонів терористам для артилерійських обстрілів, що призводили до непоправних втрат сил АТО. Зрадник-провокатор, якому російські куратори дали позивний «Семенович», передавав секретні дані про дислокацію та переміщення українських військових підрозділів бойовику бандформування «ДНР» Мелешку на прізвисько «13», а потім вони потрапляли до так званої артилерійської бригади терористів «Кальміус». СБУ вилучила арсенал зброї — набоїв до стрілецької зброї різного калібру, ручні гранати, саморобні вибухові пристрої та готові для бойового встановлення розтяжки.

25 червня 2016 р. стало відомо, що екс-підполковник через суд намагався вимагати компенсацію за своє звільнення. З його слів, Генштаб недоплатив йому 170 тисяч гривень 

## Родина
Дружина — Світлана Василівна, 14.04.1978, син — Валентин, 25.09.1997, син — Ілля, 02.01.2007, донька — Анна, 24.06.2011.